# Tepláky
Tepláky jsou druh sportovního oděvu ze zvláštního materiálu určené k ochraně před chladem a udržování teploty těla zejména za účelem podání dobrého sportovního výkonu a prohřátí svalů jako ochrany před jejich úrazem. Stále častěji se používají i jako běžné (resp. "volnočasové") oblečení.

## Popis
Termínem tepláky myslíme buď samotné kalhoty (volnějšího střihu, s kapsami a gumou nebo i šňurkou v pase), nebo soupravu kalhot a bundy (mikiny - se zapínáním na zip nebo oblékané přes hlavu); samotnou horní část nazýváme tepláková bunda. Ta může mít i kapuci, zpravidla se stahovací šňůrkou po obvodu, příp. i kapsy (nebo jednu v celku) na břiše (tzv. "klokanka").
Podobně jako u jiných součástí oděvu i u tepláků vlivem široké nabídky zanikají ostré definiční hranice: např. tepláky přiléhavějšího střihu z pružnějšího materiálu de facto plynule přecházejí v sortiment zateplených sportovních (běžeckých) legín nebo cyklistických kalhot.

### Materiál
Tepláky se šijí převážně z bavlněné výplňkové pleteniny. Pletenina je na rubní straně počesaná nebo sestává z jemných smyček, někdy s příměsí elastických nití. 

## Z historie tepláků
Za vynálezce tepláků je pokládán Francouz Camuset, který ve 20. letech 20. století přinesl tepláky ve formě kalhot z vlněné pleteniny jako součást sportovní kolekce své firmy Le Coq Sportiv. Od roku 1926 se teplákovina vyrábí většinou z bavlněné příze (často ve směsi s vigoňkou) a koncem 30. let začal Le Coq Sportiv vyrábět soupravy („tracksuit“) kalhot s bundou. Po 2. světové válce vzniklo v Evropě a v USA několik firem specializovaných na sportovní oděvy, k jejichž každoročním kolekcím patřily tepláky, většinou s drobnými rozdíly ve variantách. Asi od 80. let se tepláky používají nejen při sportu, ale stále víc jako oblečení pro volný čas. Populární a vlivné osobnosti se nechávají fotografovat v teplácích a někteří výrobci textilií je využívají nebo i najímají k reklamním akcím. Známé firmy prodávají tepláky s vyšitým emblémem (značkové tepláky), na začátku 21. století tvrdí někteří znalci módy, že tepláky jsou stejně oblíbené jako kdysi džíny. Tepláky však měly ve světě módy i vlivné odpůrce. Např. známý dezinatér Karl Lagerfeld hodnotil v roce 2012: “Kdo nosí tepláky, ztratil kontrolu nad svým životem“.

### Tepláky v 21. století
Ve 3. dekádě 21. století se nosí kalhoty, soupravy nebo jen teplákové bundy při různých druzích sportu a stále častěji jako praktické oblečení pro každou příležitost (volný čas, home office aj). 

### Galerie tepláků

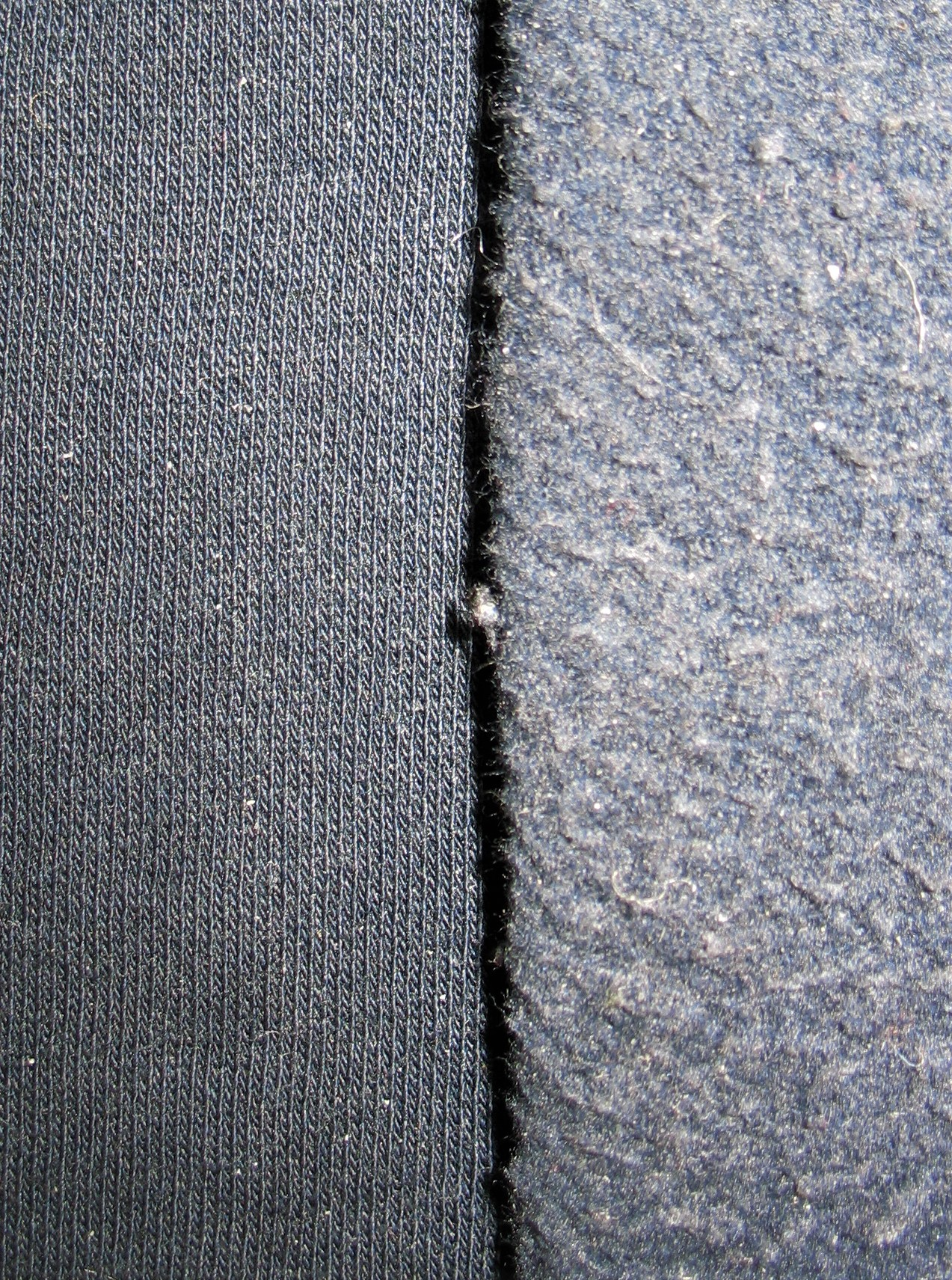
Ústřižky pleteniny ze značkových tepláků (vlevo lícní, vpravo rubní strana)
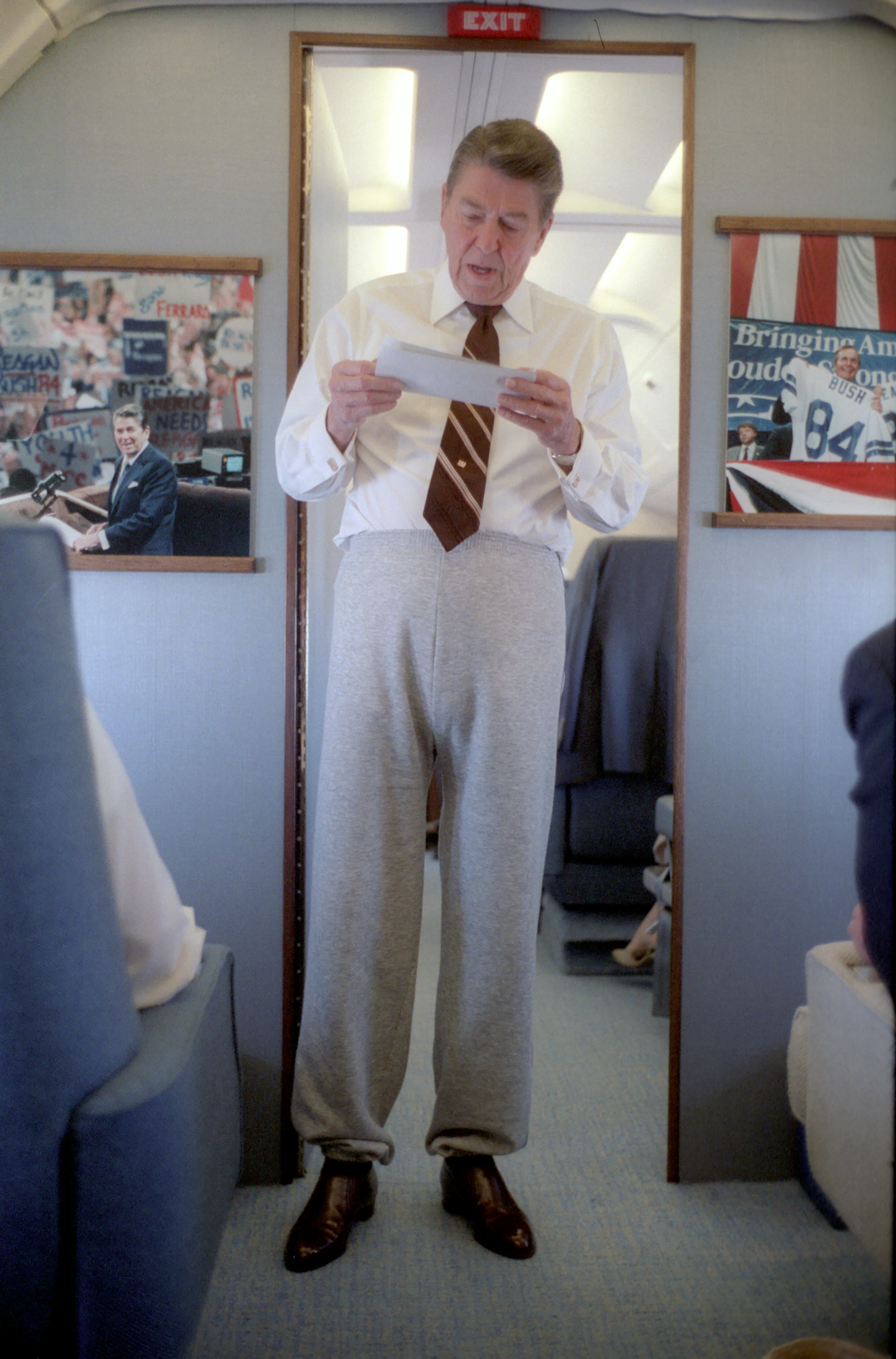
Ronald Reagan v prezidentském letadle (USA 1984)
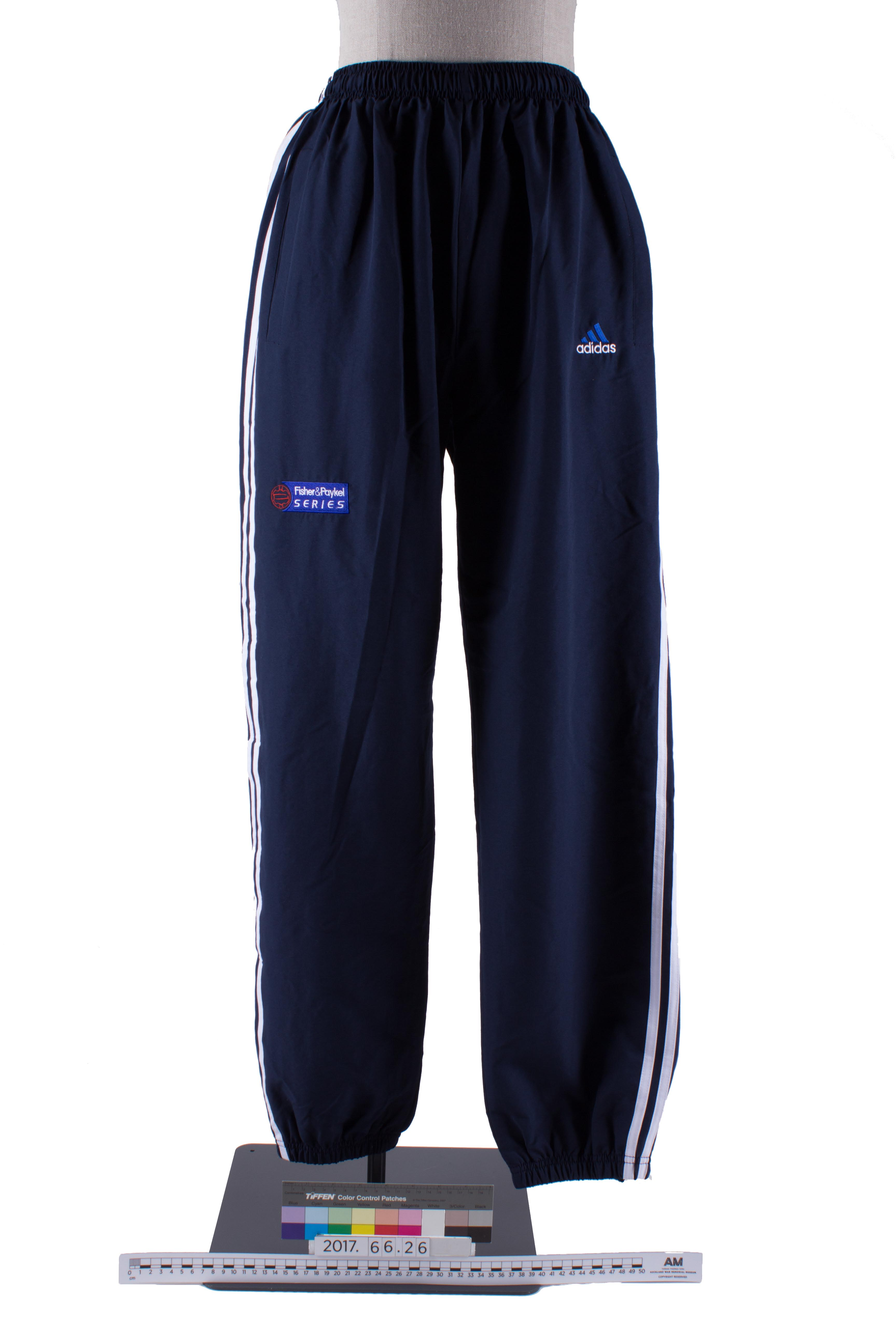
Značkové tepláky z roku 2000
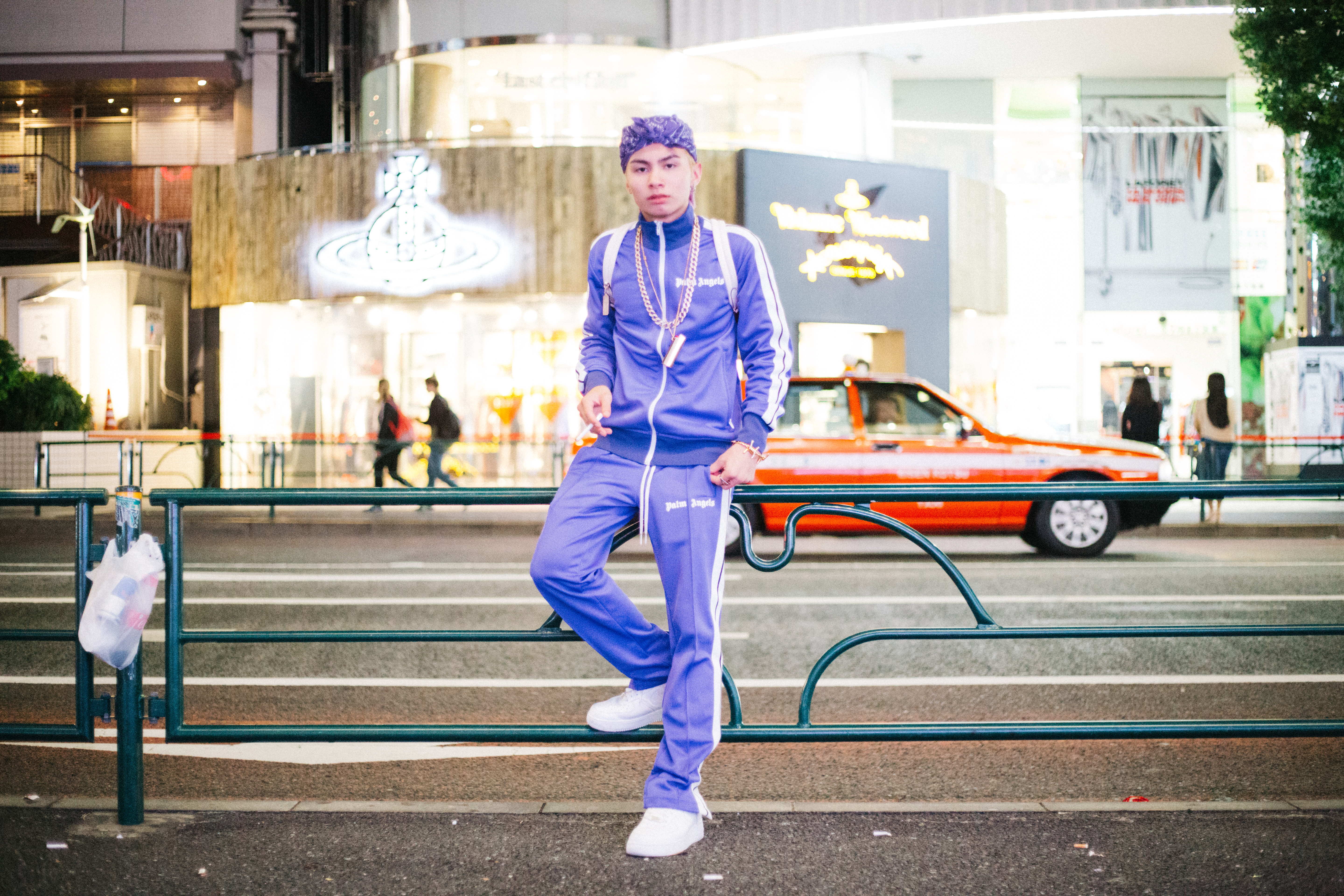
Souprava z japonské kolekce oděvů pro každodenní použití (streetwear) z roku 2017